# Pol (sfärisk geometri)

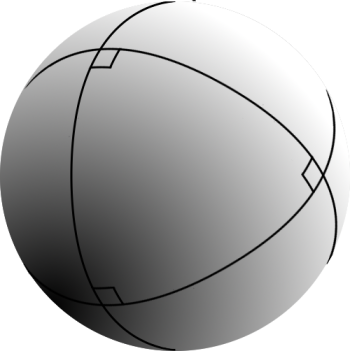
Tre storcirklar som skär varandra inbördes i 90°. I förhållande til var och en av storcirklarna utgör båda skärningspunkterna mellan de två andra poler till den valda storcirkeln.

En pol är inom sfärisk geometri endera av de två skärningspunkterna mellan ett storcirkelplans normal i storcirkelns (och sfärens) medelpunkt och sfärens yta. Begreppet har ett flertal användningar inom, speciellt, astronomi. I ett sfäriskt koordinatsystem motsvarar polerna de två punkter på sfären där latituden i förhållande till systemets basplan är +90° respektive -90° (och kolatituden, som vanligtvis används i matematiska och fysiska sammanhang, således 0° eller 180°).
Även för lillcirklar, och därmed för alla cirklar på en sfärs yta, kan poler definieras på samma sätt: som de två punkter i vilka en normal till cirkelplanet genom cirkelns medelpunkt skär sfärens yta. Alla cirklar som har samma poler är parallellcirklar och alla cirklar vars plan är parallella har samma poler. Vidare går alla storcirklar, som skär en cirkel på sfärens yta i rät vinkel, genom denna cirkels båda poler. Avståndet från varje punkt på en cirkel till samma pol är detsamma och om avståndet till båda polerna är detsamma, det vill säga 90° (=π/2), så är cirkeln en storcirkel. Polerna till en cirkel på en sfär är varandras "antipodpunkter." Poler och antipodpunkter skall dock inte blandas samman - en pol är en punkt som har ett förhållande till en cirkel på en sfärs yta, medan en antipodpunkt är en punkt som har ett förhållande till en annan punkt på sfärens yta.
Inom den sfäriska geometrin märks även den polära triangeln till en sfärisk triangel, vars hörn utgörs av poler till de storciklar som definierar den sistnämndas sidor.
Begreppet skall inte blandas samman med begreppet "pol" inom plangeometrin - se artikeln Pol och polar.
Ej heller skall sammanblandning ske med hur beteckningen "pol" används i samband med (tvådimensionella) polära koordinater.

## Etymologi
Ordet kommer från latin polus, från grekiska πόλος (polos) som betyder "spets" eller "axel omkring vilken något vrider sig" och är härlett ur πέλω (pelo), "är i rörelse".

## Inom astronomi

"Om högra handens krökta fingrar pekar i samma riktning som rotationen sker, så pekar tummen mot nordpolen".

Inom astronomin och med denna närbesläktade vetenskaper (som geodesi) ligger polerna vanligtvis antingen på himmelssfären eller på en himlakropps yta och betecknar "ändpunkter" på en axel kring vilket något roterar eller vrider sig. Man betecknar de båda polerna vanligen som "nordpol" och "sydpol", beroende på i vilken riktning rotationen sker kring axeln. Detta gör man ofta med den så kallade "högerhandsregeln" - se figur - men för himlakroppars rotation kring sin egen axel inom solsystemet definierar IAU sedan 1970 den pol på himlakroppen, som ligger på samma sida om solsystemets invariabla plan som jordens (och solsystemets) nordpol, som himlakroppens nordpol. IAU:s definition är dock kontroversiell och exempelvis NASA anger lutningsvinkeln för Venus och Uranus axlar till 177,4° respektive 97,9° (deras rotation kring sin egen axel är således retrograd), det vill säga använder hörgerhandsregeln i stället för IAU:s definition.

### Exempel på astronomiska och geodetiska poler
- Ekvatoriella koordinater:
  - Nordpolen och Sydpolen är de båda polerna på jordytan i förhållande till jordens ekvatorialplan, de motsvaras på himmelssfären av
  - Norra respektive Södra himmelspolerna - i förhållande till himmelsekvatorn
- Ekliptiska koordinater:
  - Ekliptikans nord- och sydpol vilka ligger på himmelssfärens solståndskolur i skärningspunkterna med Södra respektive Norra polcirkeln 90° från ekliptikan
- Horisontella koordinater:
  - Zenit och nadir är poler på himmelssfären i förhållande till en orts horisontalplan
- Galaktiska koordinater
  - Norra och Södra galaktiska polen (den förstnämnda ligger, för Vintergatans del, i Berenikes hår på RA 12h51m26,282s, Dekl 27°07′42,01″ enligt J2000)
- Månen
  - Månbanans nord- och sydpol: Eftersom månens banplan lutar 5,145° mot ekliptikan ligger månbanans poler 5,145° från ekliptikans poler på himmelssfären. På grund av månnodernas regression förskjuts dock månbanans poler med ett varv kring ekliptikalpolerna med en omloppstid på 18,61 år.